# Heidelberg Retina Tomograph

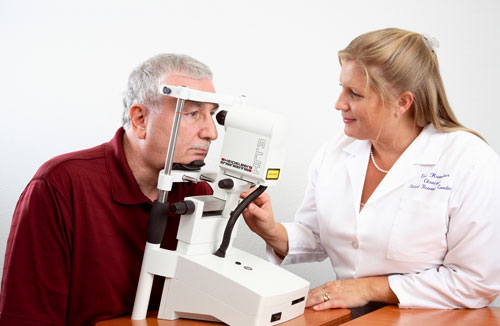
Untersuchung mit dem Heidelberg Retina Tomograph

Der Heidelberg Retina Tomograph (HRT) ist ein augenheilkundliches konfokales Punkt-Scanning-Laser-Ophthalmoskop zur Untersuchung der Hornhaut und bestimmter Bereiche der Netzhaut mittels unterschiedlicher Diagnose-Module (HRT Retina, HRT Kornea, HRT Glaukom). Der am meisten genutzte Anwendungsbereich des HRT ist jedoch die Inspektion des Sehnervenkopfes (Papille) zur Früherkennung und Verlaufskontrolle des Grünen Stars (Glaukom). Dabei hat sich das Verfahren neben der Gesichtsfelduntersuchung (Perimetrie), der Kammerwinkeluntersuchung (Gonioskopie) und der Augeninnendruckmessung (Tonometrie) als fester Bestandteil der routinemäßigen Glaukom-Diagnostik etabliert. Der HRT verfügt bislang über die höchste Auflösung aller bildgebenden Verfahren zur Glaukomdiagnostik. Sein Einsatz stellt in Deutschland eine  individuelle Gesundheitsleistung (IGeL) dar, deren Kosten von den Krankenkassen bislang nicht übernommen werden. Darüber hinaus bewertete der Gemeinsame Bundesausschuss des Gesundheitswesens in Deutschland HRT zur Früherkennung eines Glaukoms nicht nur als nutzlos, sondern sogar als „tendenziell negativ“.

## Glaukom-Diagnostik
Während der Untersuchung tritt ein Laserstrahl durch die Pupillenöffnung auf den Augenhintergrund und tastet den Sehnervenkopf (Papille) und die Netzhaut ab. Aus mehreren zehntausend Messpunkten wird ein dreidimensionales Höhenrelief erzeugt, welches eine quantitative Beurteilung aller maßgeblichen anatomischen Strukturen erlaubt:
- Papillenexkavation (Form, Asymmetrie),
- neuroretinaler Randsaum (Fläche und Volumen) und
- peripapilläre retinale Nervenfaserschicht (Höhenvariation der Netzhautoberfläche, Dicke, Asymmetrie).

Diese stereometrischen Parameter werden mit umfangreichen Datenbanken abgeglichen und ermöglichen so unter Berücksichtigung der individuellen Papillengröße und des Patientenalters eine Klassifizierung des Auges. Zwei unabhängige Klassifikationsverfahren, die auf unterschiedlichen Ansätzen beruhen, stehen zur Verfügung.

### Moorfields Regressionsanalyse (MRA)

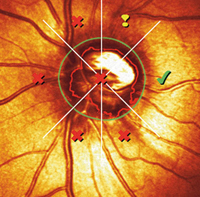
MRA-Klassifikation eines glaukomatösen Sehnervenkopfes

Diese Methode berücksichtigt physiologische Zusammenhänge, beispielsweise die Abhängigkeit der Größe des neuroretinalen Randsaums von der Papillengröße, und die Abnahme der Randsaumgröße mit zunehmendem Alter. Die MRA klassifiziert ein Auge als innerhalb oder außerhalb normaler Grenzen. Das Klassifikationsergebnis wird für die gesamte Papille sowie für sechs Einzelsektoren getrennt angegeben.

### Glaukom-Wahrscheinlichkeitsanalyse (GPS)
Die Form des Sehnervenkopfes verändert sich mit Fortschreiten des Glaukoms. Das System klassifiziert ein Auge mit Methoden der künstlichen Intelligenz anhand der Papillenform und der peripapillären retinalen Nervenfaserschicht. Folgende Strukturen gehen in das Modell ein:
- Exkavation (Exkavationsgröße, Exkavationstiefe, Steilheit des Randsaums),
- Retinale Nervenfaserschicht (Horizontale Krümmung der peripapillären Nervenfaserschicht, Vertikale Krümmung der peripapillären Nervenfaserschicht).

Dieses Modell aus allen wesentlichen anatomischen Strukturen wird mit einem umfangreichen Datenbestand von normalen und früh-glaukomatösen Augen verglichen. Die GPS-Klassifikationsmethode gilt als objektiv und benutzerunabhängig.

### Topographische Veränderungsanalyse (TCA)

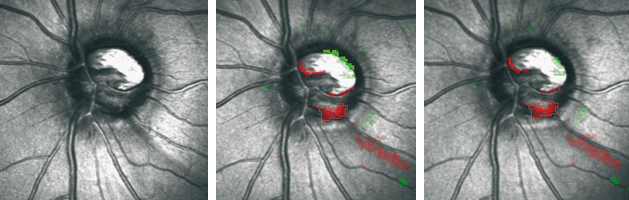
Topographische Veränderungsanalyse bei Glaukom

Bei Glaukom-Verdachtsfällen entscheidet das Auftreten einer Progression (fortschreitende Degeneration des Sehnervs) über die Diagnose. Bei manifestem Glaukom ist die Progressionsrate ein wichtiges Maß für die Therapieentscheidung. Glaukomexperten der Association of International Glaucoma Societies (AIGS) haben deshalb die „fortschreitende strukturelle Veränderungen des Sehnervenkopfes“ als Beurteilungsstandard in der Glaukomdiagnostik vorgeschlagen. Der HRT ist mit dem entsprechenden Modul in der Lage, diese Forderung zu erfüllen und während der Verlaufskontrollen die präzise Analyse von Veränderungen innerhalb der drei für das Glaukom wichtigen anatomischen Strukturen über die Zeit sicherzustellen. Die Ermittlung signifikanter und reproduzierbarer Veränderungen durch umfangreiche Datenanalysen und -vergleiche wurde in verschiedenen langfristigen Studien belegt.

## Netzhaut-Diagnostik
Ein spezielles Diagnose-Modul ermöglicht es, anhand dreidimensional erzeugter Bilder detaillierte Untersuchungen der Netzhaut durchzuführen. Hierbei werden zum einen anhand des sogenannten Ödemindex Gebiete sichtbar gemacht, die eine vermehrte Flüssigkeitseinlagerung aufweisen. Zum anderen ist das HRT in der Lage, die Netzhautdicke zu messen. Haupteinsatzbereich ist demnach die Untersuchung von Makula- und Netzhautödemen.

## Hornhaut-Diagnostik
Durch Vorsatz einer speziellen zusätzlichen Optik kann der Untersucher mit dem HRT Hornhautschichten unterschiedlicher Tiefe darstellen und so feinste Zellen in jeder Ebene sichtbar machen. Dies erlaubt relativ frühe klinische Einschätzungen unterschiedlicher Hornhauterkrankungen. Zusätzlich kann eine Beurteilung der Nervenfasern sowie eine Auszählung immunologischer Zellen erfolgen, die als Biomarker für verschiedene Erkrankungen dienen können.